# ОАР на Арабских играх
Объединённая Арабская Республика принимала участие в Арабских (Панарабских) играх только дважды, на Играх 1961 года и Играх 1965 года. В составе спортивной делегации выступали спортсмены стран, объединённых на тот период в ОАР — Египта (в 1961 и 1965) и Сирии (только в 1961).
За все Игры спортивные делегации ОАР завоевали всего 245 медалей, из них 122 золотых, в медальном зачёте занимают 6-е место.

## Медальный зачёт
С учётом результатов Игр 2023 года.
| Игры            | Золото | Серебро | Бронза | Всего | Место |
| Касабланка 1961 | 52     | 37      | 19     | 108   | 1     |
| Каир 1965       | 70     | 37      | 30     | 137   | 1     |
| Всего           | 122    | 74      | 49     | 245   | 6     |